# Melanotaenia japenensis
Melanotaenia japenensis är en fiskart som beskrevs av Allen och Cross, 1980. Melanotaenia japenensis ingår i släktet Melanotaenia och familjen Melanotaeniidae. Inga underarter finns listade i Catalogue of Life.